# Pallavolo ai Giochi panamericani giovanili - Torneo femminile
Il torneo femminile di pallavolo ai Giochi panamericani giovanili si svolge con una cadenza di ogni quattro anni durante i Giochi panamericani giovanili. Introdotto nei giochi nel 2021, alla competizione partecipano un totale di otto squadre sia nordamericane sia sudamericane under 23.

## Edizioni
| Edizione      | Edizione      |  | Podio    | Podio   | Podio     |
| Anno          | Organizzatore |  | Campione | Seconda | Terza     |
| ------------- | ------------- |  | -------- | ------- | --------- |
| 2021 Dettagli | Cali          |  | Brasile  | Perù    | Argentina |

## Medagliere
| Pos. | Squadra   | 1º posto | 2º posto | 3º posto | Totale |
| ---- | --------- | -------- | -------- | -------- | ------ |
| 1    | Brasile   | 1        | 0        | 0        | 1      |
| 2    | Perù      | 0        | 1        | 0        | 1      |
| 3    | Argentina | 0        | 0        | 1        | 1      |